# Bulbophyllum pleurothallidanthum
Bulbophyllum pleurothallidanthum là một loài phong lan thuộc chi Bulbophyllum.